# Freziera tomentosa
Espèce
Synonymes
- Eroteum dombeyanum (Tul.) Kuntze[1]
- Eroteum tomentosum (Ruiz & Pav.) Kuntze[1]
- Eurotium dombeyanum Kuntze[1]
- Eurotium tomentosum Kuntze[1]
- Freziera dombeyana Tul.[1]
- Lettsomia dombeyana Choisy[1]
- Lettsomia tomentosa Ruiz & Pav.[1]

Statut de conservation UICN

 NT  : Quasi menacé
Freziera tomentosa est une espèce de plantes à fleurs de la famille des Pentaphylacaceae.

## Publication originale
- Annales des Sciences Naturelles; Botanique, sér. 3 8: 327. 1847.